# Manie Maritz
Manie Maritz (1876-1940), aussi connu sous le nom de Gerrit Maritz, était un officier boer pendant la seconde guerre des Boers et l'un des leaders de la rébellion Maritz en 1914.

## Jeunesse
Manie Maritz est né à Kimberley, au Cap-Nord. Il vécut dans la colonie britannique du cap de Bonne-Espérance, et en tant que tel, il était un sujet britannique. Il fut baptisé Salomon Gerhardus Maritz. Quand il eut 19 ans, il se rendit à Johannesbourg et fut employé comme chauffeur de taxi par son oncle. Pendant le raid de Jameson, il se porta volontaire comme garde du fort de Johannesbourg. Cela lui permit de devenir citoyen de la République sud-africaine puis de rejoindre la Zuid-Afrikaansche Republiek Politie (ZARP), les forces de police de Johannesbourg.

## Seconde guerre des Boers
Maritz rejoint le commando de Boksburg et le front du Natal. Plus tard, il rejoint le corps de reconnaissance de Daniel Theron et participe à l’invasion de la colonie du Cap. Il finit par se retrouver sur le terrain désertique du Cap Nord-Ouest où il affirme que Jan Smuts l’a nommé veggeneraal (général combattant). À cette époque, Deneys Reitz faisait partie de l’état-major du général Jan Smuts. Reitz écrit que Maritz n’était qu’un « chef de diverses bandes rebelles ». Si Smuts avait nommé Maritz comme général combattant, Reitz l’aurait su.
Vers la fin de la guerre, Maritz ordonna l’assassinat de 35 Khoikhoi dans ce qui devint le massacre de Leliefontein. Gideon Scheepers et Breaker Morant furent traduits en cour martiale et fusillés pour des crimes similaires. Quand la paix fut signée, les Burghers des anciennes républiques furent obligés de déposer les armes et de prêter serment d’allégeance au monarque britannique. Au lieu de cela, Maritz franchit la frontière du Sud-Ouest africain allemand. Dans son autobiographie Maritz ne dit pas pourquoi il l’a fait.

## Entre deux guerres
Il va en Europe puis à Madagascar et de nouveau en Europe. Il retourne en Afrique du Sud, où il élève des chevaux au Cap. Il aide les Allemands pendant le massacre des Héréros et des Namas. À son retour, il se rend au Transvaal où il est arrêté pour y être entré sans avoir signé le serment d’allégeance. Il repart pour le Cap. Lorsque l’État libre élit son gouvernement, il s'y rend et plus tard il rejoint la police du Transvaal.

## Première guerre mondiale
En 1913, il est nommé commandant de la zone militaire tampon avec le Sud-Ouest africain allemand. En août 1914, il est promu lieutenant-colonel. Tout porte à croire qu’il a commencé très tôt à collaborer avec les Allemands. Dès l’automne 1913 (dans l’hémisphère sud), il eut des contacts avec le gouverneur allemand du pays voisin.
Le 23 septembre 1914, Maritz reçoit l’ordre d’avancer en direction de la frontière allemande, pour soutenir l’invasion du territoire allemand par l’Union sud-africaine dans les environs de Sandfontein, où une partie de la force du lieutenant-colonel Lukin est bloquée. Il refuse d'obtempérer, et reçoit l’ordre de céder le commandement à un autre officier, puis de retourner à Pretoria, mais là encore il refuse d'après l'historien Britz. Le 9 octobre, il décide finalement de se rebeller contre les autorités britanniques et prend le parti des Allemands. Le lendemain, il occupe la ville de Keimoes. Le 22 octobre, il est blessé dans une escarmouche avec des troupes gouvernementales et est emmené en territoire allemand. Cette rébellion est connue sous le nom de rébellion Maritz.

## Après-guerre
Quand il rentre en Afrique du Sud en 1923, il est arrêté et accusé de haute trahison. Il est condamné à 3 ans d’emprisonnement. Lorsque le Parti national du général Hertzog remporte l’élection de 1924, il est libéré après seulement trois mois de prison. Au cours des années 1930, Maritz devient un sympathisant nazi et un fervent partisan du Troisième Reich. En 1939, il publie son autobiographie intitulée My Lewe en Strewe (Ma vie et mes espoirs). L'historien Britz souligne que le livre fut écrit de nombreuses années après les événements et qu'il manque d’objectivité et a une forte charge émotionnelle. Les déclarations antisémites contenues dans son livre lui ont valu d’être poursuivi pour incitation à la haine raciale. Il dû payer une amende de 75 £.

## Décès
Il mourut à Pretoria le 19 décembre 1940 et est enterré dans le cimetière de l'ouest de la même ville.

## Dans la culture populaire
Le personnage du géneral Manie Roosa, dans le roman de James Rollins et Grant Blackwood, The Kill Switch (2014), est "très vaguement inspiré" de la vie du leader Boer Manie Maritz.
Maritz est mentionné à plusieurs reprises dans le roman Greenmantle de John Buchan en 1916 dans lequel les héros, qui sont des espions britanniques, se déguisent en vétérans de la rébellion de Maritz afin d’infiltrer l'état-major allemand.